# Ernesti Kustaa Kyander
Ernst Gustaf (Ernesti Kustaa) Kyander, född 25 maj 1852 i Kajana, död 22 februari 1925 i Pielisjärvi, var en finsk prost och folkbildningsman.

## Biografi
Ernesti Kustaa Kyanders föräldrar var lantmätaren och godsägaren Samuel Henrik Kyander och Sofia Helena Kristina Cronström. Ernst Gustaf (som vuxen Ernesti Kustaa) Kyander växte upp på Karolineburg herrgård i Kajana. Han ingick äktenskap 1879 med Emma Helena Heikel (1858–1931), dotter till kyrkoherden Karl Heikel och Emma Fredrika Wallin.
Ernesti Kustaa Kyander tog studenten vid Kuopio gymnasium, avlade filosofie kandidatexamen i historia och orientaliska språk vid Helsingfors universitet 1875, dimissionsexamen där 1877 och prästvigdes 1878. Han var som teolog – i likhet med svärfadern – påverkad av laestadianismen och utgav 1882 under signaturen E. K. skriften Paawo Ruotsalainen eli Herännäisyys Pohjois-Sawossa (Paavo Ruotsalainen eller väckelsen i Norra Savolax).
Under åren efter sin examen undervisade Kyander vid läroverken i Kajana och Tavastehus. Som präst verkade han i 38 år i Pielisjärvi, där han blev kaplan 1887 efter att tidigare ha tjänstgjort i Idensalmi, Kiuruvesi, Hausjärvi och Jäppilä. 1918 blev han kyrkoherde i Pielisjärvi, och utnämndes till prost 1920.
I Pielisjärvi verkade han energiskt för folkbildningen, och var som direktionsordförande för folkskolorna med om att grunda de flesta av den vidsträckta socknens folkskolor. Även hustrun Emma Helena, som kom från en pietistisk bakgrund, ägnade stor möda åt filantropi tillsammans med väninnorna Mathilda Wrede och Sophie Mannerheim, syster till marskalken och sedermera presidenten Gustaf Mannerheim som även han ingick i prästgårdens omvittnat rika sällskapsliv under Ernesti Kustaa och Emma Helena Kyanders tid.
Han var bror till senatorn Henrik Waldemar Kyander (1850–1924) och juristen och lantdagsmannen Ivar Alexander Kyander (1854–1934) samt far till arkitekten Veikko Kyander och tonsättaren och orkesterledaren Elias Kiianmies.